# Eclissi solare del 28 aprile 1911
L'Eclissi solare del 28 aprile 1911, di tipo totale, è un evento astronomico che ha avuto luogo il suddetto giorno attorno alle ore 22:27 UTC. L'evento ha avuto un'ampiezza massima di 190 chilometri e una durata di 4 minuti e 57 secondi.
L'eclissi del 28 aprile 1911 divenne la prima eclissi solare nel 1911 e la 24ª nel XX secolo. La precedente eclissi solare si è verificata il 2 novembre 1910, la seguente il 22 ottobre 1911.
La totalità era visibile dalla punta sud orientale dell'Australia, Tonga, Samoa americane e isole Cook. L'eclissi solare parziale ha coperto la maggior parte dell'Oceania, il Nord America meridionale e parti delle aree circostanti. Luoghi a ovest della International Date Line hanno assistito all'eclissi sabato 29 aprile 1911.

## Percorso e visibilità
L'eclissi si è manifestata all'alba locale nel sud-est dell'Australia il 29 aprile. L'ombra lunare si è poi diretta a nord-est nel Mar di Tasmania e nell'Oceano Pacifico, coprendo il protettorato britannico di Tonga, le colonie americane di Samoa, il territorio neozelandese delle isole Cook attraversando la linea di data internazionale durante il tragitto. Dopo aver raggiunto la massima eclissi sull'oceano a circa 580 chilometri a est dell'Isola di Natale nelle Sporadi Equatoriali, l'umbra ha continuato a spostarsi a nord-est, per poi virare gradualmente a sud-est, senza lambire alcuna superficie terrestre e infine si è conclusa al tramonto del 28 aprile nell'Oceano Pacifico orientale a circa 260 chilometri a sud-ovest di El Salvador.

## Osservazioni a fini scientifici
Un gruppo di ricercatori dello Stonyhurst College partì da Tilbury, in Inghilterra, il 3 febbraio e arrivarono a Sydney il 16 marzo. Successivamente, il gruppo prese una barca il 25 del mese e da Sydney arrivò alle isole Vava'u il 2 aprile. Il tempo locale fu gradevole per pochi giorni: dal al 10 aprile vi furono rovesci con piogge quasi ogni giorno, il vento di sud-est iniziato il 26 aprile portò cirri densi e grandi. Il 28 aprile, il giorno prima dell'eclissi solare totale, c'erano molte nuvole nel cielo, che durarono fino al mattino del 29 aprile. Quel mattino il cielo si schiarì prima della fase di eclissi parziale, dopodiché pur con alcuni cumuli fluttuanti, il cielo è era relativamente sgombro. Durante la fase dell'eclissi totale, le condizioni di osservazione all'interno dell isola di Neiafu, Tonga, furono buone, ma alcune aree a circa 2 miglia (3,2 chilometri) di distanza erano interessate da nubi cirrostrate e il sole non fu visibile fino a 90 secondi prima della fine della fase di eclissi. Durante l'eclissi solare totale, non si udiva quasi alcun suono sull'isola tranne che per i grilli, perché il governo aveva avvisato la popolazione locale di evitare rumori durante l'evento e di non accendere fuochi, in modo da non produrre fumo e interferire con l'osservazione. Terminato il tutto, gli osservatori britannici lasciarono Sydney il 10 giugno con gli strumenti e rientrarono a Tilbury il 23 luglio.

## Eclissi correlate

### Eclissi solari 1910 - 1913
Questa eclissi è un membro di una serie semestrale. Un'eclissi in una serie semestrale di eclissi solari si ripete approssimativamente ogni 177 giorni e 4 ore (un semestre) in nodi alternati dell'orbita della Luna.

### Ciclo di Saros 127
L'evento fa parte del ciclo di Saros 127, che si ripete ogni 18 anni, 11 giorni, contenente 82 eventi. La serie iniziò con l'eclissi solare parziale il 10 ottobre 991 d.C. Contiene eclissi totali dal 14 maggio 1352 al 15 agosto 2091. Non ci sono eclissi anulari in questa serie. La serie termina al membro 82 con un'eclissi parziale il 21 marzo 2452. La durata più lunga della totalità è stata di 5 minuti e 40 secondi il 30 agosto 1532. Tutte le eclissi di questa serie si verificano nel nodo ascendente della Luna.